# Эбралидзе, Автандил
Автандил Эбралидзе (груз. ავთანდილ ებრალიძე, также известный как Авто; 3 октября 1991, Тбилиси, Грузия) — грузинский футболист, полузащитник кипрского клуба «Анортосис». Выступал за сборную Грузии.

## Биография

### Клубная карьера
Воспитанник тбилисского «Динамо». В 2008 году переехал в Португалию, где провёл сезон в молодёжной команде «Эсперанса Лагуш», а затем ещё сезон в молодёжке испанского «Хетафе». Профессиональную карьеру начинал в низших лигах Португалии. В сезоне 2010/11 выступал за «Эсперанса Лагуш» в четвёртомen дивизионе. Сезон 2011/12 провёл в клубе третьейen лиги «Жувентуде Эвора», а в сезоне 2012/13 выступал в Сегунде за «Оливейренсе». В сентябре 2013 года подписал контракт с клубом высшей лиги «Жил Висенте», где за два сезона сыграл 39 матчей и забил 1 гол, а затем провёл ещё два сезона в Сегунде. После ухода из «Жил Висенте», выступал за «Академику де Визеу» в Сегунде, «Шавеш» и «Насьонал» в высшей лиге. Сезон 2019/20 начал в румынском клубе «Волунтари», за который сыграл 14 матчей и забил гол в чемпионате Румынии, но по ходу сезона вернулся в Португалию, где выступал за клуб Сегунды «Лейшойнш». Летом 2021 года подписал контракт с кипрским клубом «Докса».

### Карьера в сборной
В 2013—14 годах Эбралидзе вызывался в сборную Грузии, за которую провёл 3 матча.
| Матчи Автандила Эбралидзе за сборную Грузии | Матчи Автандила Эбралидзе за сборную Грузии | Матчи Автандила Эбралидзе за сборную Грузии | Матчи Автандила Эбралидзе за сборную Грузии | Матчи Автандила Эбралидзе за сборную Грузии | Матчи Автандила Эбралидзе за сборную Грузии | Матчи Автандила Эбралидзе за сборную Грузии |
| №                                           | Дата                                        | Оппонент                                    | Счёт                                        | Голы                                        | Турнир                                      |                                             |
| ------------------------------------------- | ------------------------------------------- | ------------------------------------------- | ------------------------------------------- | ------------------------------------------- | ------------------------------------------- | ------------------------------------------- |
| 1                                           | 15 октября 2013                             | Испания                                     | 0:2                                         | —                                           | Отборочные матчи ЧМ-2014                    |                                             |
| 2                                           | 5 марта 2014                                | Лихтенштейн                                 | 2:0                                         | —                                           | Товарищеский матч                           |                                             |
| 3                                           | 14 октября 2014                             | Гибралтар                                   | 3:0                                         | —                                           | Отборочные матчи ЧЕ-2016                    |                                             |

Итого: 3 матча / 0 голов; 2 победы, 0 ничьих, 1 поражение.